# Federico López Camacho
Federico López Camacho, conocido como Fico López (México, 26 de marzo de 1962 – Guaynabo, Puerto Rico, 6 de noviembre de 2006) fue un jugador puertorriqueño de baloncesto de origen cubano-mexicano.
Era hijo de padres cubanos y nacido en México. Su padre, Federico López Carviso, también conocido como Fico López, fue jugador de baloncesto en los años 1940 y 1950.

## Trayectoria
Fue jugador de los Guaynabo Mets entre 1981 y 1995, y en 1997 donde coincidió con su cuñado Mario El Quijote Morales y ganó dos títulos de la Liga de Baloncesto Superior de Puerto Rico, en 1982 y 1989, y cinco subcampeonatos, en 1981, 1983, 1985, 1990 y 1993.
En 1996 llegó a entrenar a los Capitalinos de San Juan.

### Selección nacional
Jugó en la selección de baloncesto de Puerto Rico desde los 11 años en categorías inferiores. Su debut en la selección absoluta se produjo en los Juegos Panamericanos de 1983 celebrados en Caracas (Venezuela, y tuvo participación en el equipo hasta 1995. Formó parte del primer combinado puertorriqueño que logró ganar a la selección de baloncesto de Estados Unidos.
Además de sus participaciones dos en los Juegos Olímpicos, tres en los Juegos Centroamericanos y del Caribe, tres Mundiales, tres Campeonato FIBA Américas, cuatro campeonatos de América y tres en los Juegos Panamericanos, participó en seis Centrobaskets, entre 1985 y 1995.

#### Participaciones en Juegos Olímpicos
| Juegos                   | Sede      | Resultado |
| ------------------------ | --------- | --------- |
| Juegos Olímpicos de 1988 | Seúl      | 7º        |
| Juegos Olímpicos de 1992 | Barcelona | 8°        |

#### Participaciones en Juegos Panamericanos
| Juegos                       | Sede         | Resultado     |
| ---------------------------- | ------------ | ------------- |
| Juegos Panamericanos de 1983 | Caracas      |               |
| Juegos Panamericanos de 1987 | Indianápolis | Tercer puesto |
| Juegos Panamericanos de 1991 | La Habana    | Campeón       |

#### Participaciones en Juegos Centroamericanos y del Caribe
| Juegos                                    | Sede                       | Resultado |
| ----------------------------------------- | -------------------------- | --------- |
| XV Juegos Centroamericanos y del Caribe   | Santiago de los Caballeros |           |
| XVI Juegos Centroamericanos y del Caribe  | México, D. F.              |           |
| XVII Juegos Centroamericanos y del Caribe | Ponce                      |           |

#### Participaciones en Mundiales
| Mundial                                  | Sede      | Resultado         |
| ---------------------------------------- | --------- | ----------------- |
| Campeonato Mundial de Baloncesto de 1986 | España    | 1.ª fase (13)     |
| Campeonato Mundial de Baloncesto de 1990 | Argentina | 4.º puesto        |
| Campeonato Mundial de Baloncesto de 1994 | Canadá    | Segunda fase (6º) |

#### Participaciones en Campeonato FIBA Américas/Torneo de las Américas
| Campeonato                    | Sede          | Resultado  |
| ----------------------------- | ------------- | ---------- |
| Torneo de las Américas 1988   | Montevideo    | Campeón    |
| Campeonato FIBA Américas 1989 | México, D. F. | Campeón    |
| Torneo de las Américas 1992   | Portland      |            |
| Campeonato FIBA Américas 1993 | San Juan      | Subcampeón |

### Voleibol
Tras retirarse como jugador de baloncesto se dedicó a entrenar a un equipo amateur de voleibol de la ciudad de Guaynabo.

## Muerte
El lunes 6 de noviembre de 2006, a los 44 años, murió a causa de un aparente ataque cardiaco mientras jugaba al voleibol en el Caparra Country Club, cancha que lleva su nombre y donde jugaba al baloncesto desde los 8 años.

## Estadísticas en la BSN
Juegos Jugados. 446 en 16 Temporadas
- Puntos por juego. 13.7
- Asistencias. 5.5
- Rebotes. 4.3